# Глоговац (Копривнички Бреги)
Глоговац је насељено место у саставу општине Копривнички Бреги у Копривничко-крижевачкој жупанији, Република Хрватска.

## Историја
Почетком 20. века Глоговац је парохијска филијала села Плавшинац. Пошта и телеграф су били у седишту политичке општине, Новом Граду Подравском.
Ту постоји православна црква посвећена Св. великомученику Георгију, подигнута 1760. године, а обновљена већ 1789. године.
Године 1905. ту ради филијално одељење комуналне основне школе са учитељем Стеваном Петровићем.
До територијалне реорганизације у Хрватској налазио се у саставу старе општине Копривница.

## Становништво
На попису становништва 2011. године, Глоговац је имао 924 становника.

## Попис1991.
На попису становништва 1991. године, насељено место Глоговац је имало 804 становника, следећег националног састава:
| Попис 1991.‍  | Попис 1991.‍  | Попис 1991.‍ | Попис 1991.‍ | Попис 1991.‍ |
| ------------ | ------------ | ----------- | ----------- | ----------- |
|              |              |             |             |             |
| Хрвати       | Хрвати       |             | 728         | 90,54%      |
| Срби         | Срби         |             | 32          | 3,98%       |
| Југословени  | Југословени  |             | 13          | 1,61%       |
| Словенци     | Словенци     |             | 8           | 0,99%       |
| Муслимани    | Муслимани    |             | 5           | 0,62%       |
| Немци        | Немци        |             | 1           | 0,12%       |
| Чеси         | Чеси         |             | 1           | 0,12%       |
| остали       | остали       |             | 3           | 0,37%       |
| неопредељени | неопредељени |             | 9           | 1,11%       |
| непознато    | непознато    |             | 4           | 0,49%       |
| укупно: 804  |              |             |             |             |